# Домажир (річка)
Стара́ Ріка́ (інші назви — Дома́жир, Дома́жирка) — річка в Україні, в межах Яворівського і Городоцького районів Львівської області. Ліва притока Верещиці (басейн Дністра). 

## Опис
Довжина річки 24 км, площа басейну 224 км². Річище помірнозвивисте, в нижній течії випрямлене і каналізоване. Заплава місцями заболочена. 

## Розташування
Витоки розташовані на околиці села Дубровиці, на південних схилах Головного європейського вододілу. Тече спершу на південь і південний схід, після села Солуки повертає на захід, після села Вороцева — на південь і південний захід. Північніше села Мшани повертає на захід. Впадає до Верещиці на північній околиці села Повітно. 
Притоки: Зимна Вода (ліва).
- У середній та верхній течії річка носить назву Домажир або Домажирка.